# Stora Hallonkobben
Stora Hallonkobben är en ö i Finland. Den ligger i Finska viken och i kommunen Esbo i den ekonomiska regionen  Helsingfors i landskapet Nyland, i den södra delen av landet. Ön ligger omkring 12 kilometer väster om Helsingfors.
Öns area är 1,2 hektar och dess största längd är 170 meter i sydöst-nordvästlig riktning. Närmaste större samhälle är Helsingfors, 11,1 km öster om Stora Hallonkobben.